# Aleksandar Kovacevic (Tennisspieler)
Aleksandar Kovacevic (* 29. August 1998 in New York City, New York) ist ein US-amerikanischer Tennisspieler.

## Persönliches
Aleksandars Vater Milan ist serbischer und seine Mutter Milanka ist bosnischer Abstammung. Beide sind ehemalige Profi-Tischtennisspieler.

## Karriere
Kovacevic spielte bis 2016 nur wenige Matches auf der ITF Junior Tour. In der Jugend-Rangliste erreichte er Rang 528.
Von 2016 bis 2021 studierte Kovacevic an der University of Illinois at Urbana-Champaign im Fach Finance, wo er auch College Tennis spielte und es unter die besten 10 College-Spieler schaffte. Wegen der COVID-19-Pandemie studierte er ein Jahr länger und schloss 2021 sein Studium ab. Parallel begann Kovacevic ab 2017 Profiturniere zu spielen, zunächst vor allem auf der unterklassigen ITF Future und ATP Challenger Tour. 2019 errang er erste Erfolge, als er zwei Halbfinals und ein Finale auf der Future Tour erreichte. Zudem konnte er beim Challenger in Knoxville nicht nur erstmals ein Viertelfinale, sondern besiegte mit Bradley Klahn auch die Nummer 105 der Weltrangliste. Das Jahr schloss er selbst auf Platz 548 im Einzel ab. Nach einer kurzen Saison 2020 folgte die nächste Leistungssteigerung Anfang 2021 in Cleveland, wo er aus der Qualifikation heraus ins Halbfinale einzog (Niederlage gegen Björn Fratangelo). Im Doppel gelang ihm selbiges erstmals in Cary Mitte des Jahres. Mit einem weiteren Einzug unter die letzten Vier in Las Vegas stieg er das erste Mal in die Top 350 ein. Dank einer Wildcard spielte er in diesem Jahr das erste Mal in der Qualifikation für ein Grand-Slam-Turnier bei den US Open. Er gewann in den ersten zwei Runden – darunter mit Benjamin Bonzi erstmals gegen einen Spieler der Top 100 – unterlag in der Entscheidungsrunde aber Marco Trungelliti, nachdem er etliche Matchbälle ungenutzt ließ.
2022 bestätigte er den Aufwärtstrend. Bis Mitte des Jahres konnte er zunächst in kein Turnier tiefer spielen. In der zweiten Jahreshälfte zog er dann in die Halbfinals von Little Rock, Lexington und Champaign sowie das Finale von Indianapolis ein, wo er im Finale sechs Matchbälle nicht nutzen konnte. Im Doppel erreichte er in Seoul das Endspiel. In derselben Stadt gelang ihm auch der größte Erfolg seiner Karriere, allerdings auf der ATP Tour. In der Qualifikation des Turniers war er gegen Nicolás Jarry eigentlich schon ausgeschieden, rückte als Lucky Loser aber ins Hauptfeld nach. Dort schlug er nacheinander Miomir Kecmanović (7. der Setzliste), Tseng Chun-hsin und Mackenzie McDonald und damit drei Spieler der Top 100. Im Halbfinale schied er gegen den späteren Turniersieger Yoshihito Nishioka aus. Innerhalb von einem Jahr kletterte er um fast 200 Plätze auf Rang 160 Ende des Jahres; im Doppel beendete er das Jahr mit Rang 291 erstmals in den Top 300.

## Erfolge
| Legende (Anzahl der Siege) |
| Grand Slam                 |
| ATP Finals                 |
| ATP Tour Masters 1000      |
| ATP Tour 500               |
| ATP Tour 250               |
| ATP Challenger Tour (6)    |

| ATP-Titel nach Belag |
| Hartplatz (0)        |
| Sand (0)             |
| Rasen (0)            |

### Einzel

#### Turniersiege
| Nr. | Datum            | Turnier   | Belag         | Finalgegner          | Ergebnis       |
| --- | ---------------- | --------- | ------------- | -------------------- | -------------- |
| 1.  | 5. Februar 2023  | Cleveland | Hartplatz (i) | Wu Yibing            | 3:6, 7:5, 7:62 |
| 2.  | 5. März 2023     | Waco      | Hartplatz     | Alexandre Müller     | 6:3, 4:6, 6:2  |
| 3.  | 15. Oktober 2023 | Shenzhen  | Hartplatz     | Nuno Borges          | 7:64, 7:65     |
| 4.  | 3. Dezember 2023 | Temuco    | Hartplatz     | Gilbert Klier Júnior | 4:6, 6:3, 6:3  |
| 5.  | 19. Januar 2025  | Oeiras    | Hartplatz (i) | Zsombor Piros        | 6:4, 7:64      |
| 6.  | 16. März 2025    | Cap Cana  | Hartplatz     | Damir Džumhur        | 6:2, 6:3       |

#### Finalteilnahmen
| Nr. | Datum           | Turnier     | Belag         | Finalgegner           | Ergebnis        |
| --- | --------------- | ----------- | ------------- | --------------------- | --------------- |
| 1.  | 2. Februar 2025 | Montpellier | Hartplatz (i) | Félix Auger-Aliassime | 2:6, 7:67, 6:72 |
| 2.  | 20. Juli 2025   | Los Cabos   | Hartplatz     | Denis Shapovalov      | 4:6, 2:6        |